# Kranenholl
Kranenholl ist eine Hofschaft im Norden der nordrhein-westfälischen Großstadt Remscheid.

## Lage
Die Hofschaft liegt im Stadtbezirk Lüttringhausen am Nordwesthang des Goldenbergs. Die Zuwegung zweigt von der Remscheider Straße ab. Der Name lautete früher im Volksmund "Em Kradenholl" oder auch plattdeutsch "Kradenpuohl".
Zum Hof, der bis gegen Ende des 20. Jahrhunderts landwirtschaftlich genutzt wurde, gehörte einst im Tal des Leyerbachs ein Eisenhammer. Er stand auf sumpfigem Gelände, weshalb sich hier viele Kröten und Frösche aufhielten. Erklärungen für die Herkunft des Namens sind sämtlich mundartlich zu erklären: "Krat" bedeutet "Kröte", "Hohl" oder "Holl" steht für eine tiefer gelegene Talsenke und "Puohl" für "Pfuhl" oder "Tümpel". Von diesem ehemals oberhalb des Birgder Hammer gelegenen Kradenholler Hammer ist nur noch ein Brach- und Wiesengelände übrig geblieben.
In Höhe Kranenholl gibt es Grünflächen, die eine breite Schneise und gleichzeitig die einzig verbliebene biologische Verbindung zwischen dem Leyerbachtal, dem Naturschutzgebiet Diepmannsbachtal und weiter zum Hohenhagen darstellen. Aus Gründen des Naturschutzes sollte diese ökologische Brücke unbedingt erhalten bleiben. Eine Lüttringhauserin sorgte dafür, dass der Bereich nicht bebaut wird, sondern als Grünfläche erhalten bleibt.

## Geschichte
Vom Bauernhof aus zweihundert Meter talwärts befand sich am jetzigen Leyerbach der Kranenholler Hammer.
Die erste  Schmiede mit drei Wasserrädern samt Nebengebäude und einem kleinen Wohnhaus sind an dieser Stelle um 1500 gebaut worden, aber schon gut 100 Jahre später verfallen. 1597 nannte man das Gebiet "Cradenholl", später "Kradenholl" und erst im 20. Jahrhundert nach 1900 wurde der Name "Kranenholl" verwandt. Weitere Namen waren folgende: Kradenholler Hammer, Kranenholler Hammer, Jarres Hammer, Schrotthammer, Schruoden Hammer.
In der "Hämmer- und Kottenforschung in Remscheid" heißt es zur weiteren Historie:
"Am 30. August 1677 erhielt "Joann auf der Halbach" die Bewilligung, "einen Eysenhammer auf seyn guth im Kradenholl auf die Halbacher Bach zu setzen".  Geschmiedet wurde Raffinierstahl. Seit 1671 wohnte Sohn Peter Halbach an dem vom Vater erworbenen Gut Kradenholl. Von 1680 bis 1686 war Peter Halbach als Geselle in diesem Kradenholler Eisen-Reckhammer (Raffinierstahlhammer) tätig. Welch berühmtes Imperium diese Halbachs später einmal innehatten, wagte damals keiner zu träumen (Krupp von Bohlen und Halbach).
Zerfallen war der Hammer bereits ab 1910;  1913 brach er ganz zusammen. Danach konnte man lange Zeit noch die Grundmauern sehen. Überlieferungen zufolge hat 1913 das baufällige Fachwerkhäuschen (als Wohnhaus) eine kleine Schnapspinte beherbergt. An diesem Standort geht auch die ehemalige Kohlenstraße vorbei (Kohlen und Roheisen aus dem Märkischen)".